# 레이프 스폴
레이프 스폴(Rafe Spall, 1983년 3월 30일 ~ )은 잉글랜드의 배우이다.

## 출연 작품

### 영화
- 칼슘 키드 (2004)
- 새벽의 황당한 저주 (2004)
- 어느 멋진 순간 (2006)
- 뜨거운 녀석들 (2007)
- 원 데이 (2011)
- 위대한 비밀 (2011)
- 프로메테우스 (2012)
- 라이프 오브 파이 (2012)
- 지구가 끝장 나는 날 (2013)
- 빅쇼트 (2015)
- 마이 리틀 자이언트 (2016)
- 더 리투얼 (2017)
- 쥬라기 월드: 폴른 킹덤 (2018) - 엘리 밀스 역
- 맨 인 블랙: 인터내셔널 (2019) - 요원 C 역
- 저스트 머시 (2019)

### 텔레비전
- 블랙 미러 (2014)